# Vito Fumagalli
Vito Fumagalli (Parma, 1938 - 1997) fue un historiador medievalista italiano, que se ocupó de disciplinas históricas muy diversas: la historia de las instituciones, la historia económica y social, la historia de la cultura y la historia de las mentalidades.

Estudió en el seminario de Bedonia y luego en la Escuela Normal Superior y en la Universidad de Pisa, tras ganar un premio para estudiantes (1957). Realiza su tesis sobre Geraldo d'Aurillac (1961). Profesor en la Universidad de Bolonia. Diputado por el centro-izquierda en 1994.
Una crítica de su último libro Solitudo carnis. El cuerpo en la Edad Media da como su tema: 

el estudio del cuerpo y sus vicisitudes en la Edad Media, tratando temas de tanto interés como la soledad del cuerpo, la tristeza del hombre, la dicotomía existente entre el cuerpo y el alma, la rebelión de la carne, el castigo infligido al cuerpo como penitencia y, finalmente, la debilidad de la mujer.